# Cañaveras
Cañaveras település Spanyolországban, Cuenca tartományban. Cañaveras Albalate de las Nogueras, Villaconejos de Trabaque, Buciegas és Canalejas del Arroyo községekkel határos. Lakosainak száma 220 fő (2024).

## Népesség
A település népessége az utóbbi években az alábbiak szerint változott:
| Lakosok száma | 389  | 392  | 378  | 371  | 387  | 328  | 299  | 258  | 236  | 220  |
|               | 2001 | 2004 | 2006 | 2009 | 2011 | 2014 | 2016 | 2019 | 2021 | 2024 |